# Storytelling
Storytelling és un àlbum del grup escocès Belle & Sebastian. És la banda sonora de la pel·lícula de Todd Solondz del mateix títol. La banda va experimentar molts problemes de comunicació amb Todd Solondz mentre componien la banda sonora, i finalment només es van usar a la pel·lícula 6 minuts de música de Belle & Sebastian.

## Cançons
1. "Fiction"
2. "Freak"
3. "Conan, Early Letterman"
4. "Fuck This Shit"
5. "Night Walk"
6. "Jersey's Where It's At"
7. "Black and White Unite"
8. "Consuelo"
9. "Toby"
10. "Storytelling"
11. "Class Rank"
12. "I Don't Want to Play Football"
13. "Consuelo Leaving"
14. "Wandering Alone"
15. "Mandingo Cliche"
16. "Scooby Driver"
17. "Fiction Reprise"
18. "Big John Shaft"